# Опитне сільське поселення
О́питне сільське поселення (рос. Опытное сельское поселение) — муніципальне утворення у складі Цівільського району Чувашії, Росія. Адміністративний центр — селище Опитний.
Станом на 2002 рік існувала Івановська сільська рада (село Іваново, присілки Верхні Кунаші, Друге Чемерчеєво, Іскеєво-Яндуші, Нижні Кунаші, Нове Булдеєво, Перше Чемерчеєво, Сіньял-Котяки, Староселка, Татарські Кунаші, Харитоновка, селище Опитний). Пізніше присілки Верхні Кунаші, Друге Чемерчеєво, Нижні Кунаші, Татарські Кунаші були передані до складу Михайловського сільського поселення.

## Населення
Населення — 2535 осіб (2019, 2684 у 2010, 2714 у 2002).

## Склад
До складу поселення входять такі населені пункти:
| Населений пункт            | Населення, осіб (2002) | Населення, осіб (2010) |
| -------------------------- | ---------------------- | ---------------------- |
| Іваново, село              | 121                    | 128                    |
| Іскеєво-Яндуші, присілок   | 322                    | 343                    |
| Нове Булдеєво, присілок    | 81                     | 58                     |
| Опитний, селище            | 1618                   | 1525                   |
| Перше Чемерчеєво, присілок | 232                    | 246                    |
| Сіньял-Котяки, присілок    | 95                     | 129                    |
| Староселка, присілок       | 232                    | 246                    |
| Харитоновка, виселок       | 13                     | 9                      |